# Literatura parenetyczna

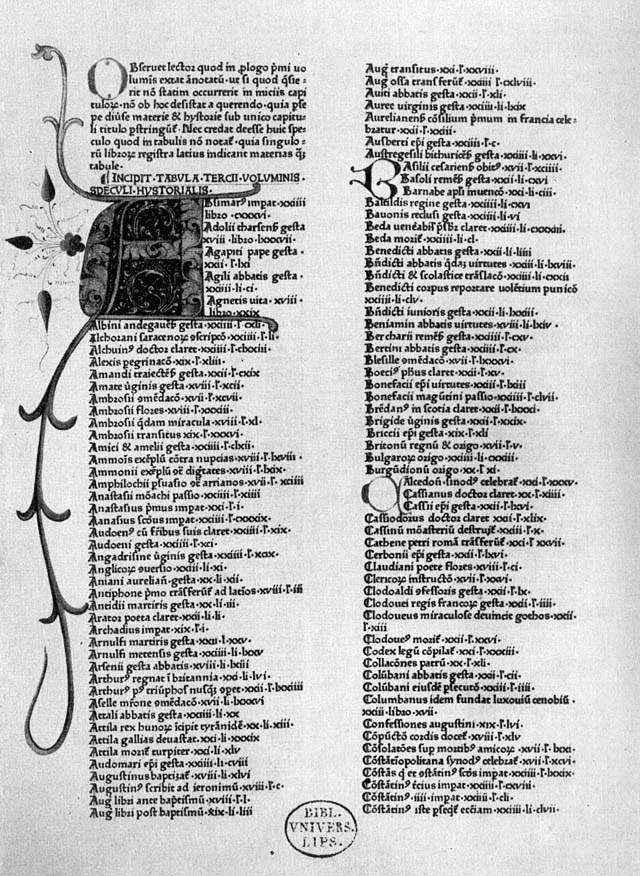
Zwierciadło większe Wincenta z Beauvais

Literatura parenetyczna (pareneza – pouczenie) – utwory piśmiennicze kształtujące i propagujące wzory postępowania związane z odgrywaniem określonych ról społecznych. Jedną z cech parenetyki jest właściwy jej normatywizm, który wyłonił określone wzory osobowe i sformułował modele idealnych postaci o ścisłym usytuowaniu społecznym, konkretne zaś zalecenia właściwego postępowania zawierały jednocześnie i utrwalały swoistą hierarchię wartości przypisywanych prezentowanym postaciom. Motywy te przewijają się stale w literaturze XVI i XVII wieku, ulegając jedynie nieznacznym modyfikacjom.
W związku z tym, że taka postawa parenetyczna występowała niezwykle często i w różnych formach w piśmiennictwie tamtego czasu, wyodrębnienie tzw. literatury parenetycznej jest zabiegiem arbitralnym historyków literatury.

## Literatura parenetyczna w Europie
Literatura parenetyczna swoimi korzeniami sięga starożytnej Grecji – Platon w swoich dialogach (np. w Państwie) oraz Arystoteles w traktatach sformułowali uniwersalne kanony ogólnego ideału człowieka. Według Platona cechy, które składały się na wzór jednostki ludzkiej, to religijność oraz męstwo, umiarkowanie i sprawiedliwość. Cnoty te można zdobyć poprzez właściwe wychowanie duchowe i cielesne. Natomiast Arystoteles dokonał podziału na problematykę moralną i religijną, a pojęcie cnoty utożsamił z cnotą obywatelską. Na gruncie powstałej później pedagogiki uformowały się konkretne wzory osobowe, propagowane następnie w literaturze. Izokrates stworzył pierwsze zwierciadła, prezentujące wzory księcia i króla, zalecając, aby kładziono nacisk na konieczność wychowawczego oddziaływania na jednostkę w dzieciństwie i wczesnej młodości. Zasada ta zainspirowała później Plutarcha z Cheronei do napisania niewielkiego, ale bardzo znaczącego traktatu O wychowaniu dzieci. Tekst ten stał się później (w postaci nieco zmodyfikowanej, opatrywanej przeróżnymi tytułami) swego rodzaju kanonem pedagogiki.
Teksty Isokratesa i Plutarcha dały początek dwóm typom przekazu parenetycznego. Pierwszy z nich to literacka konstrukcja "wzoru" – wizerunku idealnego nosiciela jakiejś roli, realizowana w rozmaitych gatunkach literackich, np. w bajce, paraboli, egzemplum, biografii, romansie lub noweli. Natomiast drugi typ to wypowiedź perswazyjna, systematyzująca i zalecająca konkretne cechy oraz wskazująca sposoby ich wypracowania, realizowana w gatunkach ściśle parenetycznych, takich jak traktat i zwierciadło.
Oba nurty parenezy zapoczątkowane w starożytnej Grecji rozwijały się równolegle w kolejnych okresach historycznoliterackich.
W literaturze starożytnego Rzymu rozwijano literaturę parenetyczną w wymienionych gatunkach, popularne były liczne wizerunki idealnego mówcy (Kwintylian Institutio oratoria). Propagowano zwłaszcza ideał vir bonus, który łączono z cechami dobrego gospodarza-rolnika.
Chrześcijaństwo, czerpiąc z tradycji Grecji i Rzymu, wysunęło jednocześnie nowe wartości moralne i nieznane dotychczas wzorce osobowe. W Bizancjum powstają niezliczone "upomnienia dla panujących" i "o obowiązkach króla"; tam też powstaje ważne dla całej późniejszej literatury parenetycznej dzieło pt. Pszczoła. Rozwija się nieznany wcześniej gatunek, jakim jest kazanie. Podobnie jak w Bizancjum, tak i w średniowieczu koncentrowano się głównie na wychowaniu panującego króla lub księcia. Najważniejszymi dziełami tamtego okresu są:
- Tractatus de eruditione filiorum regalium Wincentego z Beauvais (dzieło uchodzące w średniowieczu za podręcznik pedagogiki),
- De eruditione principum św. Tomasza z Akwinu,
- De regimino principum Egidiusa z Kolumny.

W okresie renesansu nastąpił powrót do podstawowych nurtów literatury parenetycznej starożytności, a jednocześnie – rozwój idei humanistycznych. Treści parenetyczne dochodziły do głosu w bujnie rozwijających się gatunkach narracyjnych, takich jak romans (prozą i wierszem), biografia i autobiografia. Miejscem wykładu nowych idei pedagogicznych były traktaty oraz niezwykle popularne zwierciadła.

## Staropolska literatura parenetyczna
W okresie średniowiecza w Polsce do głównych przekazów parenetycznych należały wszelkie biografie, także te wkomponowane w kronikę (wzór króla-rycerza) bądź utwór hagiograficzny (wzór świętego). Konstrukcje typu parenetycznego pojawiały się również w kaznodziejstwie oraz w wierszowanych legendach, takich jak Legenda o świętym Aleksym.
W renesansie zapotrzebowanie na parenetykę typu traktatowego zaspokajano przede wszystkim autorami starożytnymi, oprócz Arystotelesa, Platona i Plutarcha znane były również dzieła Izokratesa, a z pisarzy starożytnego Rzymu wielkim uznaniem cieszył się Kwintylian. Źródłem kultury pedagogicznej byli pisarze humanistyczni zachodniej Europy. W 1 poł. XVI w. dystrybuowano teksty Krzysztofa Hegendorfina, L. Coxe'a (autora łacińskiej mowy o publicznym wychowywaniu i nauczaniu języków klasycznych) oraz wydaną w 1546 r. Ekonomię nieznanego autorstwa. W 2 poł. XVI w. zaczynają ukazywać się teksty polskich autorów – np. Marcina Kwiatkowskiego Książeczki rozkoszne a wielmi użyteczne [...] o wychowaniu i rozmaitych wyzwolonych naukach ćwiczenia dziatek (1564). Natomiast największą popularnością cieszyły się pisma Erazma z Rotterdamu.
W czasach baroku nastąpiło przewartościowanie ideału człowieka – wyłoniono nową hierarchię cnót, która ukształtowała odmienne wzory osobowe. Instytucją formułującą i propagującą nowe ideały był Kościół katolicki, który reaktywował takie gatunki średniowieczne jak hagiografia czy kaznodziejstwo. W propagowaniu nowych wzorów osobowych znaczącą rolę odegrał zakon jezuitów. Dużą rolę odgrywała też pareneza polityczna, znajdująca wyraz zarówno w zwierciadłach, jak i w traktatach.
Kontynuowano wprawdzie gatunki literackie, jakie służy parenezie od wielu wieków, stosowano jednak także nowe sposoby perswazji – najbardziej charakterystyczne było działanie poprzez zadziwianie i zaskakiwanie czytelnika niezwykłymi sposobami prezentacji postaci bohatera wątku fabularnego. Popularnym motywem było pokazywanie życia jako walki dobra ze złem, wewnętrznego rozdarcia i oscylowania między grzechem a cnotą, przy czym – jak nietrudno się domyślić – zmaganie takie doprowadzało do zwycięstwa dobra, a w dalszej perspektywie – do świętości bohatera.